# Adémaï et la Nation armée
Pour plus de détails, voir Fiche technique et Distribution.
Adémaï et la Nation armée est un film français de court métrage réalisé par Jean de Marguenat en 1932.
Premier des cinq films dans lesquels Noël-Noël incarne son personnage d'Adémaï de la série de six films.

## Synopsis
Un décret ministériel ordonne que tous les habitants de France, civils, qu'ils soient, hommes, femmes, enfants et même les personnes âgées, soient astreints à faire des périodes de vingt et un jours dans l'armée, à la caserne. Le brave Adémaï est chargé d'instruire tout ce petit monde.

## Fiche technique
- Réalisation : Jean de Marguenat
- Scénario et dialogues : Paul Colline
- Production et distribution : Paramount
- Pays :  France
- Format : Noir et blanc - Son mono
- Genre : court métrage comique
- Durée : 25 minutes
- Années de sortie : France - 1932

## Distribution
- Noël-Noël : Adémaï Joseph, au soldat balourd chargé d'instruire les civils dans le cadre de leurs périodes de vingt-et-un jours
- Ginette Vincent
- Pierre Moreno
- Balder[2]
- Léonce Corne : le sergent
- Jeanne Bernard
- Hubert Daix
- Charles Lorrain